# Litoral Ocidental Maranhense (tiểu vùng)
Litoral Ocidental Maranhense là một tiểu vùng thuộc bang Maranhão, Brasil. Tiều vùng này có diện tích 9558 km², dân số năm 2007 là 161938 người.